# HR 285
HR 285 (HD 5848 / SAO 181 / HIP 5372) es una estrella de magnitud aparente +4,24 en la constelación de Cefeo, localizada aproximadamente en posición opuesta a Polaris (α Ursae Minoris) respecto al polo norte celeste.
Cuando en el siglo XVIII se asignaron los números de Flamsteed se la encuadró en la constelación de la Osa Menor, recibiendo el nombre de 2 Ursae Minoris; sin embargo, con los límites modernos de las constelaciones establecidos en la década de 1920, la estrella quedó finalmente integrada dentro de Cefeo.
Situada a 313 años luz de distancia, HR 285 es una gigante naranja luminosa de tipo espectral K2II-III. Tiene una temperatura de 4400 K, con una luminosidad 273 veces mayor que la luminosidad solar. Como gigante que es, posee un diámetro 29 veces mayor que el diámetro solar, comparable al de Dubhe A (α Ursae Majoris A) o al de Izar A (ε Bootis A). A diferencia de éstas, HR 285 no parece tener ninguna compañera estelar. Su contenido metálico es similar al existente en el Sol y muestra una velocidad de rotación proyectada de ~ 1 km/s, implicando un período de rotación igual o inferior a 4 años. Con una masa de 3 masas solares, en su interior, agotado ya el hidrógeno, tiene lugar la fusión nuclear de helio formando carbono y oxígeno.